# Звезда ван Маанена
Звезда́ Ван Маа́нена — тусклый белый карлик в созвездии Рыб. Находится на расстоянии 14,1 св. лет от Солнца.

## История
Звезда была открыта в 1917 году американским астрономом Адрианом ван Мааненом, который заметил её большое (2,98″ в год) собственное движение, сравнивая фотографии неба в созвездии Рыб 1914 и 1917 годов. Из известных белых карликов он является третьим ближайшим к Солнцу после Сириуса B и Проциона B, именно в таком порядке, а также является ближайшим из известных одиночных белых карликов. Звезда Ван Маанена является четвёртым белым карликом открытым после Сириуса B, Проциона B и 40 Эридана B. Также она является первым открытым одиночным белым карликом.

## Характеристики

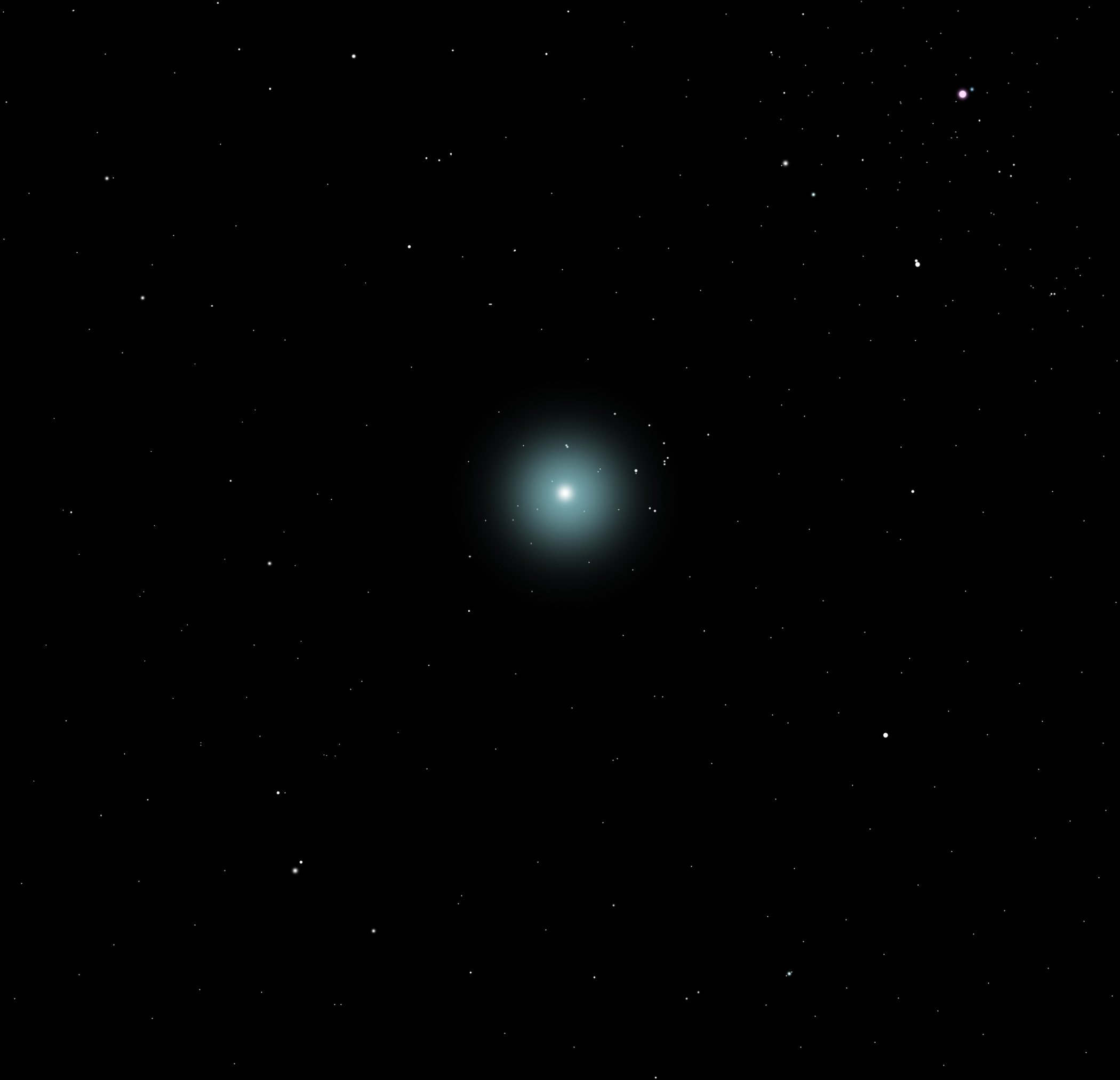
Изображение белого карлика

Звезда находится на расстоянии 14 световых лет от Солнца, но, несмотря на близость, не видна невооружённым глазом, так как её визуальная звёздная величина составляет 12,4m. Являясь белым карликом спектрального класса DZ7, звезда содержит в спектре линии металлов. Это ближайший к Солнцу одиночный белый карлик, возраст звезды оценивается в 10 миллиардов лет и старше. Так как белые карлики не имеют собственного источника энергии и светят остаточным тепловым излучением после окончания термоядерных реакций, в силу большого возраста звезды Ван Маанена температура её поверхности составляет всего около 4 000 K, что соответствует температуре фотосфер красных звёзд главной последовательности спектральных классов K и М. То есть эта звезда — «красный белый карлик».
Имея массу 70 % от солнечной и размеры сопоставимые с Землёй, звезда Ван Маанена излучает света в 5750 раз меньше, чем Солнце.

## Возможный компаньон
Возможность существования субзвездного спутника на 2011 год остаётся неопределенной. В 2004 году было одно сообщение подтверждающее и одно отрицающее его обнаружение.
В 2008 году появились сведения с космического телескопа Спитцера, исключающие существование у Звезды ван Маанена любые спутники на расстоянии 1200 а. е. от звезды, с массой четыре или более масс Юпитера.
Изучая фотопластинку 1917 года со спектром Звезды ван Маанена британский астроном Джей Фарайхи заметил, что в нём есть линии поглощения, соответствующие кальцию и другим тяжёлым элементам, хотя в спектре белых карликов присутствует только водород и гелий. Наличие кальция может указывать, что рядом со звездой имеется обширный пылевой диск и, возможно, экзопланета.

## Ближайшее окружение звезды
Следующие звёздные системы находятся на расстоянии в пределах 10 световых лет от звезды ван Маанена:
| Звезда           | Спектральный класс  | Расстояние, св. лет |
| G 158-27         | M5,5 V              | 4,3                 |
| L 1159-16        | M4,5 Ve             | 4,6                 |
| YZ Кита          | M4,5 Ve             | 5,7                 |
| τ Кита           | G8 Vp               | 6,2                 |
| BD+01 4774       | M1 Ve               | 6,8                 |
| L 722-22 AB      | M4 V / M4 V         | 7,4                 |
| UV Кита AB       | M4,6 Ve / M6,0 V    | 7,6                 |
| Звезда Тигардена | M6,5 V              | 7,8                 |
| Глизе 876        | M3,5 V              | 8,9                 |
| EZ Водолея ABC   | M5,0-5,5 Ve / M / M | 9,0                 |
| Грумбридж 34 AB  | M1,5 V / M3,5 Ve    | 9,1                 |
| Росс 248         | M4,9-5,5 Ve         | 9,5                 |
| EQ Пегаса AB     | M3,5 Ve / M4,5 Ve   | 9,3                 |
| ε Эридана        | K2 V                | 9,9                 |
| BD+04 123        | K1-2 V              | 10,0                |

## В фантастике
- В рассказе Генриха Альтова «Богатырская симфония» (1960) происходит контакт человечества с цивилизацией с планеты, состоящей из антивещества, вращающейся вокруг звезды ван Маанена. Свою планету и межзвёздные корабли цивилизация защитила мощным искусственным магнитным полем.
- В рассказе Юрий Хабибулина (2005) «Тайна звезды ван Маанена» люди, прибывшие по сигналу бедствия, обнаруживают остатки цивилизации, погибшей в результате гражданской войны. Мысли через модулирующее поле влияли на состояние звезды, земляне перестроили его, стабилизировали излучение звезды и закончили войну.
- В повести Андрея Шмонина «Сирены ван Маанена» (2023) первый контакт человечества происходит в системе звезды ван Маанена. Местная цивилизация максимально эффективно использовала энергию звезды, построив экран между звездой и планетой.